# 贵州广播电视台影视文艺频道
贵州广播电视台影视文艺频道，是中华人民共和国贵州广播电视台旗下的一条电视频道。